# Резолюция Совета Безопасности ООН 1
Резолюция Совета Безопасности ООН 1 — документ, принятый 25 января 1946 года, согласно которой объявлялось о проведении первой встречи Военно-Штабного Комитета в Лондоне 1 февраля 1946 года. Согласно резолюции, Комитет состоит из начальников штабов армий пятерых постоянных членов СБ. Формирование Комитета было предусмотрено в статье 47 Устава Организации Объединенных Наций, и эта резолюция была направлена комитету по созыву для внесения предложений по организации данной структуры и проведения стандартных процедур.
Резолюция принята без голосования.

## Предыстория
Уставом Организации Объединенных Наций, статьей 24, в которой описаны права и обязанности существования Совета Безопасности для поддержание безопасности и международного мира. В состав Совета входят 15 государств-членов — 5 постоянных и 10 непостоянных, избираемых Генеральной Ассамблеей ООН на двухлетний срок по 5 каждый год. 

## Подробности
Совет Безопасности обсуждал лучшие средства для заключения специальных соглашений «о предоставлении вооруженных сил и связанных с ними объектов», упомянутых в Хартии (статья 43) на повестка дня совещания, однако этот пункт был отложен. Генеральная Ассамблея ООН на 51-м заседании приняла первую резолюцию в предыдущий день.